# (285331) 1999 FN53
(285331) 1999 FN53 est un astéroïde Apollon découvert le 31 mars 1999 par le Lowell Observatory Near-Earth-Object Search (LONEOS). Bien qu'il mesure de l'ordre du kilomètre et qu'il s'approche régulièrement de la Terre, il n'est pas classé comme potentiellement dangereux car il ne se trouve jamais à moins de 0,05 unité astronomique (7,5 millions de kilomètres) de la Terre.

## Découverte et observations ultérieures

### Découverte
1999 FN53 a été découvert le 31 mars 1999 par le Lowell Observatory Near-Earth-Object Search (LONEOS).

### Approche de la Terre de mai 1999
L'astéroïde fut détecté par les radiotélescopes d'Arecibo et de Goldstone en mai 1999 lorsqu'il s'est approché à 0,06 unité astronomique de la Terre.

### Approche de la Terre du 14 mai 2015

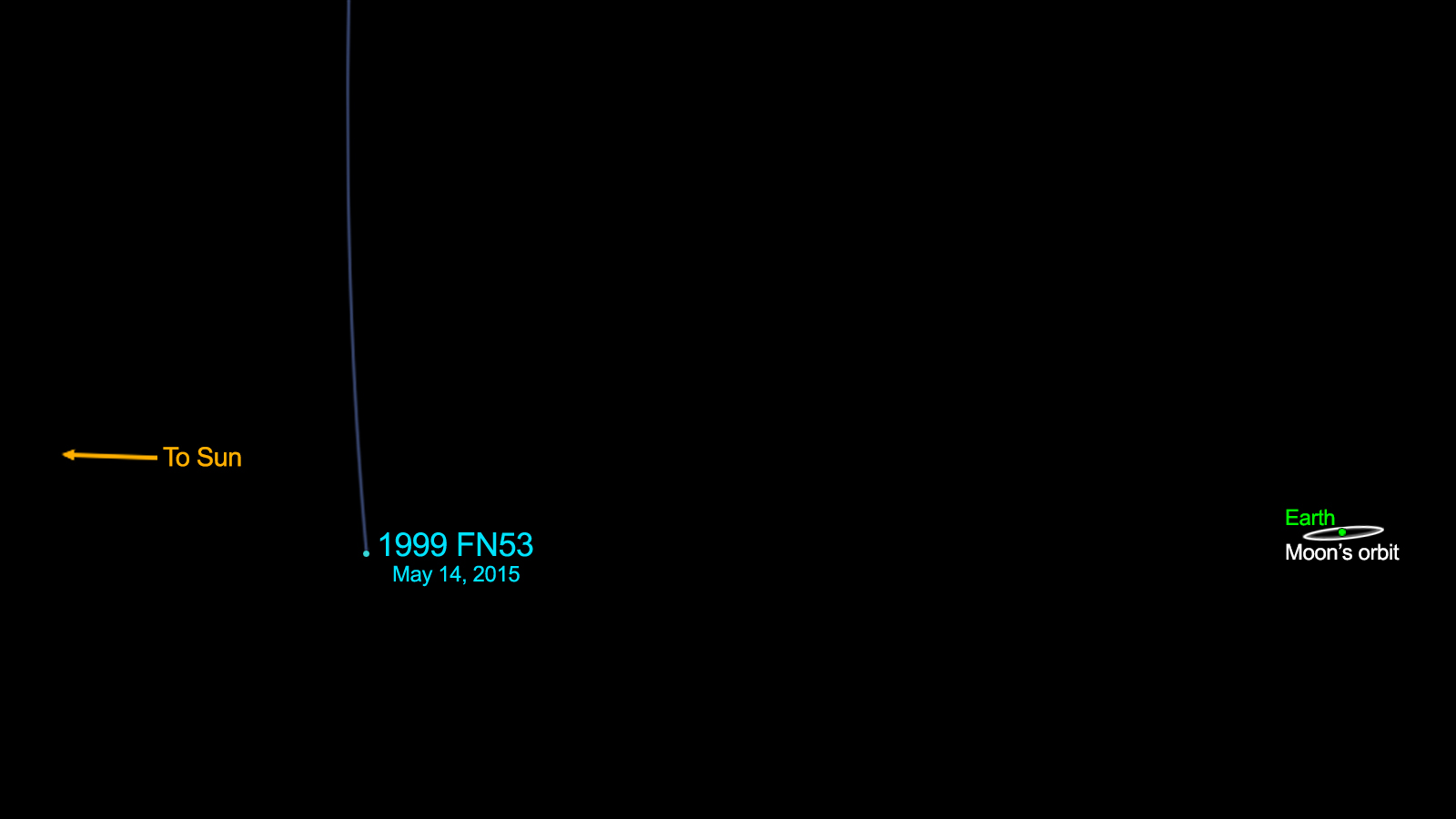
Schéma du rapprochement entre et la Terre le 14 mai 2015.

Le 14 mai 2015, 1999 FN53 s'est approché à 0,068 unité astronomique (10,2 millions de kilomètres ou 34 secondes-lumière) de la Terre, soit à 26,5 fois la distance Terre-Lune.

## Caractéristiques orbitales
Étant donné l'orbite inhabituelle de 1999 FN53, notamment son inclinaison de 20 degrés qui rend l'astéroïde peu sensible aux perturbations de la part des planètes, l'orbite de 1999 FN53 est particulièrement bien connue et peut être calculée de façon fiable sur plus de 8 000 ans, un des plus longs intervalles de fiabilité de l'estimation d'une orbite actuellement connue.

### Liste des rapprochements orbitaux
Dans le tableau ci-dessous sont répertoriés les rapprochements de 1999 FN53 à moins de 0,1 unité astronomique d'autres objets sur la période 2000-2499 :
| Date              | Date                           | Objet approché | Distance | Distance              |               |
| ----------------- | ------------------------------ | -------------- | -------- | --------------------- | ------------- |
| Format décimal    | Format standard                | Objet approché |          | en unité astronomique | en kilomètres |
| 2015 May 14.47598 | 14 mai 2015 à 23 h 25 min 25 s | Terre          | 0,067762 | ...                   |               |
| 2031 May 18.15659 |                                | Terre          | 0,084789 |                       |               |
| 2041 Jan 18.94698 |                                | (6) Hébé       | 0,016976 |                       |               |
| 2134 May 07.39856 |                                | Terre          | 0,059891 |                       |               |
| 2150 May 12.25593 |                                | Terre          | 0,059754 |                       |               |
| 2166 May 17.31200 |                                | Terre          | 0,078126 |                       |               |
| 2253 May 03.69685 |                                | Terre          | 0,078629 |                       |               |
| 2269 May 12.50626 |                                | Terre          | 0,058063 |                       |               |
| 2279 Jan 15.32241 |                                | (6) Hébé       | 0,024647 |                       |               |
| 2285 May 21.29270 |                                | Terre          | 0,095054 |                       |               |
| 2372 May 08.64360 |                                | Terre          | 0,058914 |                       |               |
| 2388 May 18.21279 |                                | Terre          | 0,074961 |                       |               |
| 2475 May 06.37886 |                                | Terre          | 0,071046 |                       |               |
| 2491 May 11.91526 |                                | Terre          | 0,055523 |                       |               |

On peut remarquer que tous les rapprochements avec la Terre se produisent au cours du mois de mai.

## Propriétés physiques
À partir de sa magnitude absolue de 18,3, le diamètre de l'astéroïde est estimé à 680 mètres, à plus ou moins un facteur 2 près. En dehors de ceci, ses propriétés physiques sont peu connues.